# 185 a. C.
El año 185 a. C. fue un año del calendario romano prejuliano. En el Imperio romano, fue conocido como el año 569 Ab Urbe condita.

## Acontecimientos
- En Egipto, la guerra civil entre las zonas norte y sur del país acaba con el arresto de Anjunnefer por el general ptolemaico Conano.
- En la India, Pusyamitra Sunga asesina al emperador maurya Brhadrata, que pone fin a esa dinastía, después de lo cual funda la Imperio Sunga.

## Nacimientos
- Cleopatra II de Egipto (fecha aproximada)